# 陳鴻績
陳鴻績（？—1679年），字子遜，浙江鄞縣（今寧波市）人。清朝學者。

## 生平
順治十四年（1657年）舉人，除江南睢寧縣知縣。康熙十八年（1679年），經監察御史黃斐薦舉，應博學鴻詞，試列二等，擢翰林院檢討，僅十二日而卒。
陳鴻績自幼博涉經史，尤於經儒先理學之旨。